# La Demeure du vent
 (mars 2024).
Si vous disposez d'ouvrages ou d'articles de référence ou si vous connaissez des sites web de qualité traitant du thème abordé ici, merci de compléter l'article en donnant les références utiles à sa vérifiabilité et en les liant à la section « Notes et références ».
La Demeure du vent, paru aux éditions Stock en 2023 est la version française du roman de l'auteure syrienne, réfugiée en France, Samar Yazbek, publié en arabe sous le titre de مقام الريح (Maqâm al-Riḥ), traduit par Ola Mehanna et Khaled Osman. C'est son troisième roman traduit en français. Le titre est la traduction littérale du roman.
Dans un entretien sur France-Culture avec Mathias Énard, la romancière a expliqué qu'avec cette publication, « elle était rentrée chez elle » , c'est-à-dire en littérature, amoureuse de sa langue, faisant sien le propos de Mahmoud Darwich « Je suis ma langue », après en avoir été éloignée plusieurs années par son engagement dans la lutte contre le régime syrien par l'action et l'écriture. Ce roman a été sélectionné parmi les huit finalistes pour le prix de la littérature arabe 2023. 

## Traduction en anglais et en néerlandais
Il a été traduit également en anglais avec pour titre Where the wind calls home et en néerlandais : Waar de wind haast.

## Cadre et structure
Les événements se déroulent dans les montagnes des Alaouites, en particulier dans un village qui n'est pas nommé, pendant la guerre civile syrienne. Centré sur les sensations éprouvées par Ali, le protagoniste, militaire grièvement blessé, le récit associe deux niveaux temporels : le début et la fin de chaque chapitre relatent chronologiquement le présent d'à peine une journée, sans doute la dernière vécue par le héros, gisant en pleine nature à proximité d'un arbre qu'il se fixe comme but et qu'il n'atteint qu'au dernier chapitre , le seul à s'en tenir à ce que vit Ali dans le présent (ch. 15) ; tous les autres évoquent divers épisodes de son passé qui lui reviennent en mémoire ou que rapporte la narratrice qui relaie le point de vue de son personnage. Sont révélés au lecteur sa personnalité, son entourage, le vie du village au long des dix-neuf années écoulées depuis sa naissance.

## Résumé
Sérieusement blessé à la suite d'un bombardement, Ali reprend conscience en  se demandant s'il est en train de vivre son propre enterrement ou assiste à celui de son frère aîné, engagé volontaire et tué au combat. Il rassemble ses forces pour franchir les quelques mètres le séparant d'un chêne qui lui rappelle celui du sanctuaire de son village et qu'il n'atteint qu'au terme du récit. 
Tout en décrivant cette pénible progression, la narratrice relate ses pensées, traversées par des hallucinations et interrompues par des évanouissements. Les souvenirs, surgissant au fur et à mesure des sensations éprouvées, sont à la source du récit des épisodes marquants de sa vie depuis son sauvetage à sa naissance  par une vieille femme surnommée « la Rouquine », qui transporte le nouveau-né mourant au sanctuaire du village jusqu'à ses dix-neuf ans, où, arrêté à un contrôle routier et enrôlé dans l'armée du régime, malgré les supplications de son père qui a déjà perdu son aîné au combat. 
Enfant, il a assisté aux manifestations de deuil, puis aux réjouissances des villageois à la mort du président, suivie de l'accession au pouvoir de son fils, sans rien comprendre, puisque l'omniprésence des portraits du premier lui avait fait croire en son immortalité. Dès le plus jeune âge il ne se sent bien qu'en s'immergeant en pleine nature où il s'échappe dans de longues escapades; cette euphorie, il la trouve aussi dans la fréquentation du sanctuaire et de son vieil imaM, et c'est avec bonheur qu'il effectue, en partie pieds nus, un lointain pèlerinage au mausolée d'Abu Ahmed al Ghassani, dans les environs de Lattaquié où sa mère le conduit dans l'espoir de le guérir de ce qu'elle appelle « sa divagation » et que les villageois considèrent comme de la folie. 
Contrairement à ses frères et sœurs, ne supportant pas la promiscuité, il interrompt ses études à la suite d'une violente altercation avec un de ses professeurs du collège, espion du régime. Adolescent, il se construit une cabane près du sanctuaire, s'instruit en religion auprès de l'imam qui envisage de faire de lui son successeur et de la « Rouquine » qui en sait long sur l'histoire des hommes et de la Syrie. Il va travailler avec son père comme journalier dans les champs de la plaine côtière, aide sa mère, Nahla, à la création et l'entretien d'un jardin potager. 
Nahla se tue au travail pour assurer l'avenir de ses enfants qui réussissent dans leurs études à l'exception d'Ali, dont elle finit par accepter l'originalité et qu'elle imagine devenir « un homme de religion pieux ». Un jour qu'il rentre du travail avec son père, il est interpellé et enrégimenté par une patrouille, malgré les supplications de son père qui argue sans succès de la mort au combat de son aîné.
Au terme du récit, Ali parvient, à bout de force, à s'accrocher à une branche du chêne, d'où il prend son « envol. »

## Les personnages
Ali
Le protagoniste et narrateur principal. Il a failli mourir à sa naissance et a été sauvé miraculeusement par "la Rouquine" qui l'a emmené au sanctuaire du village où il a poussé son premier cri. Solitaire, peu loquace, il ne joue pas avec les autres enfants et ressent dès le plus jeune âge un profond bien-être au contact de la nature en dormant sur la terrasse de la maison familiale et surtout en se réfugiant pendant des heures dans les arbres, où la contemplation des nuages nourrit son imagination qui construit "ses mondes à lui, inaccessibles à d'autres". Il étouffe à l'école et, à la suite d'une violente altercation avec un professeur, abandonne brutalement le collège ; il travaille désormais avec son père comme journalier dans les champs de la plaine côtière, cependant qu'il s'est construit une cabane dans un arbre à proximité du sanctuaire auquel il donne le nom de " Demeure du vent". "Enfant des bois" selon sa mère, il trouve un bonheur extrême à jouir de toutes les sensations offertes par la nature environnante avec laquelle il vit en symbiose, s'identifiant aux arbres auxquels la "Rouquine" l'a comparé quand il était enfant. C'est auprès d'elle et de l'iman du sanctuaire, longtemps fréquenté par des soufis, qu'il acquiert un savoir religieux et historique, prenant goût pour la lecture et espérant bien pouvoir répondre au désir de ce dernier en lui succédant. Il éprouve beaucoup d'affection pour sa mère, Nahla, la seule personne qu'il accepte dans sa cabane qu'elle décore et aménage et où elle trouve refuge le soir de l'enterrement de son fils aîné. C'est le souvenir de ces personnes qui lui donne la force de supporter ses souffrances et de finir par atteindre le chêne où il parvient à grimper. Dans ces derniers moments il revoit , au moment de son enrôlement, le regard de son père , où il a découvert tout l'amour qu'il lui porte. 
Nahla
La mère d'Ali et de quatre autres enfants. Elle a épousé à vingt ans un homme de quinze ans son aîné . C'est une "mère courage", vieillie avant l'âge à force de travail comme journalière dans les champs de tabac où elle a rencontré son futur mari, fière malgré leur misère d'avoir assuré l'avenir de ses enfants dont l'aîné s'est engagé dans l'armée , cependant que les autres poursuivaient leurs études à l'exception d'Ali dont elle s'efforce de soigner "la divagation" par la prière et la dévotion ( un pèlerinage nu-pieds en plein hiver ). Faute de pouvoir le changer, elle approuve sa vocation religieuse et renforce son lien avec cet "enfant sauvage", l'aidant dans l'aménagement de sa cabane, lui confectionnant amoureusement une couette dont la décoration est "une véritable fresque". Le cœur brisé par la mort de son aîné, tué dans les rangs de l'armée du régime, elle se mure dans un silence qui en impose à son mari au comportement jusque là dominateur et violent et résiste à sa manière au malheur qui accable sa famille et tout un peuple en se lançant dans une entreprise titanesque, transformer le talus devant leur maison en une terre cultivable .
La Rouquine 
Cette vieille dame qui se dit centenaire n'est connue que par ce surnom qui tient au henné dont elle se teint les cheveux. C'est une originale à la tenue excentrique, résistante à sa manière. Elle déteste les hommes du régime et leurs partisans qu'elle ose défier par l'injure et des rires salvateurs : "T'as vu, dit-elle à Ali, dès que les gens rient, ça les effraie. On rigole et boum, on a peur". Traitée de "vieille folle" par les villageois qui n'en sont pas moins intrigués par son "savoir étrange", elle a un passé entouré de mystères. Ses souvenirs remontent à l'empire ottoman, à l'occupation de la Syrie par les Français au contact desquels elle a appris leur langue. Riche de ses aventures et de ses lecture, elle peut s'exprimer dans une langue soutenue, connaît les textes sacrés et la poésie auxquels elle initie Ali qu'elle met en garde contre l'enseignement diffusé à l'école par des "abrutis". Selon elle il est "le fils de l'arbre" et elle cultive son attrait pour la nature et ces arbres qui "protègent les hommes par instinct aussi naturellement que les hommes s'entretuent". Elle vit dans une cabane proche du sanctuaire dont elle a assuré l'entretien jusqu'à l'arrivée dans les années quatre-vingt d' "une nouvelle sorte de religieux", serviteurs du régime. Un jour, elle disparaît sans que personne n'en donne la raison. 
Les Al Zein
Le père et le fils incarnent au village les méthodes d'un pouvoir dictatorial, responsable du malheur du peuple syrien. Trente ans auparavant, Abu'l Zein, officier supérieur, a fait construire dans les environs immédiats un imposant et luxueux château qui renferme le mausolée de son père. Il veut en faire le nouveau sanctuaire du village, dirigé par un iman qu'il a choisi, où les habitants viendront honorer comme un saint la dépouille de son père. À l’ loccasion de l'Aïd al-Ghadir , la fête de la miséricorde, il les convie à un sacrifice où leur sont distribuées les parts de viande des animaux abattus. Entouré d'une milice dont certains membres ont été recrutés au village, il exerce une forte emprise sur les villageois partagés entre le besoin de protection qu'ils croient trouver en lui, encore accrue depuis que "l'horreur de la guerre civile a aggravé l'horreur de leur vie de miséreux", et la peur que suscite la toute puissance d'un homme qui a accaparé , sans qu'on sache comment, la majorité des terres du village ainsi que la violence exercée par ses sbires en diverses occasions, comme lorsque Nahla, aux funérailles de son fils aîné, rompt dans son désespoir le cérémonial patriotique réservé à "un martyre" en se jetant sur le cercueil et qu'ils l'en arrachent brutalement et menacent de leurs armes la Rouquine accourue à son secours. C'est aux hommes d'Al Zein qu'on attribue la brutale et définitive disparition de la vieille dame qui leur jetait au visage la détestation qu'ils lui inspiraient. 

## Les thèmes
Un village alaouite 
Le roman décrit certaines pratiques propres aux Alaouites, la communauté ethno-religieuse qui habite cette région : importance du culte des saints révérés dans de petits sanctuaires, sacrifices animaux, promesse d'accomplir un pèlerinage (نَذر, le nadhr) dans l'espoir de voir exaucé un vœu de guérison, importance de l' Aïd al-Ghadir , cérémonie secrète d'initiation réservée aux hommes. Samar Yazbek ne pouvait relater la vie du village d'Ali sans en évoquer cet aspect ; elle a toutefois précisé que son objectif n'était pas d'écrire sur cette communauté dont le nom n'apparaît d'ailleurs pas dans le roman , mais de montrer que les Alaouites, de même religion que la famille régnante, sont, contrairement à la thèse du régime tout autant que les autres Syriens, victimes de la misère et de la violence. Elle montre aussi que le régime détourne à son profit les pratiques religieuses : Ali découvre, étonné, que le portrait du défunt président a été ajouté à ceux des saints du sanctuaire et aux soufis qui le fréquentaient, a succédé dans les années quatre-vingt "une nouvelle sorte de religieux acquis au pouvoir". C'est son représentant sur place, Al Zein, qui organise un sacrifice autour du mausolée de son père dans sa propriété où la nature a été artificialisée et défigurée, et qui va imposer un iman choisi par ses soins pour succéder à celui qui disait à Ali que "Dieu est partout et en tout lieu", "un des  rares imans resté fidèle à ces montagnes, diffusant un savoir spirituel ancré dans le lien avec la nature et avec la vie, selon le mode d'existence suivi avant eux par leurs aîeux". 
Une violence omniprésente 
Cette société traditionnelle et patriarcale est dominée par les hommes. Le père d'Ali se montre aussi violent envers sa femme qu'envers Ali, la frappant, elle aussi de sa "canne de bois de grenadier". Issue d'une famille nombreuse et misérable, elle espérait en se mariant " tourner la page d'une vie de souffrance. En réalité, ce mariage n'avait fait qu'en ouvrir une nouvelle, placée sous le signe de la misère noire". Lors du "sacre de l'encens", cérémonie religieuse d'initiation réservée aux hommes, les femmes sot tenues à l'écart, assignées à des tâches matérielles. Elles ont "le même dos voûté et les mêmes doigts secs " que la mère d'Ali ou sa jeune tante qui s'est jetée du haut de la colline parce qu'elle ne supportait plus de travailler comme bonne chez Abou'l Zein. Les habitants de ces villages, alaouites comme les dirigeants, sont souvent considérés comme les fidèles du régime ; or ils en sont tout autant les victimes, les opposants étant tenus , plus que les autres, pour des "traîtres". Certains villageois ont été emprisonnés ou ont disparu, comme la Rouquine à l'esprit trop indépendant. Les autres, pour la plupart en proie à la misère, sont sous l'emprise des représentant du régime, partagés entre le besoin de protection qu'ils croient trouver en eux et la peur qu'ils leur inspirent, constatant, impuissants, leur opulence et subissant les exactions d'un pouvoir qui décide de spolier les propriétaires des terres qu'ils ne peuvent cultiver. La guerre civile a ajouté son lot de malheurs : "[Ali] se rappelle le premier hurlement entendu au village - le cri éploré d'une femme, précédant l'apparition du premier cercueil [...]. En entendant ce hurlement aussi tranchant qu'une lame de couteau, les villageois ont compris que leur village venait de connaître son premier martyre ". Les cimetières s'étendent ; s'en ouvrent de nouveaux, regroupant des tombes aux dimensions de fosses communes, d'autres, au contraire, de taille réduites, ne renfermant que des fragments de corps démembrés. Aux alentours, les routes sont parsemées de barrages contrôlant les passages et enrôlant les jeunes hommes comme c'est le cas d'Ali. 
La beauté et les bienfaits de la nature 
Samar Yazbek a dit sa volonté d'écrire un texte poétique en puisant dans les richesses de la langue arabe.  Des phénomènes naturels comme le bruissement des arbres ou la rosée gelée autour d'un fruit sont objets de curiosité et d'admiration aux yeux d'un enfant, surtout quand celui-ci est doté d'une sensibilité hors du commun. C'est en créant un tel personnage et en adoptant son point de vue que Samar Yazbek, appréhende les beautés du monde et montre que "l'imagination est capable de nous sauver de l'enfer de la réalité " L'auteure a expliqué combien son personnage devait à son propre attrait pour le silence, la nature et la poésie, échappatoire pour elle comme pour lui au triomphe de la brutalité qui gangrène le monde des hommes . Par la minutie de ses descriptions, l'attention aux détails, le recours discret à des métaphores humanisantes, elle présente un environnement satisfaisant à tous les sens : beauté des formes et des couleurs variant au fil des heures, feuille dotées de "voix" et "caressées" par le héros, baies sauvages qu'il "hume", vent qu'"il déguste" et "engloutit" comme "une denrée comestible". L'attention se porte particulièrement vers ce qui élève le regard et invite à s'envoler , les nuages, le ciel, la lune , les arbres surtout qui en constituent un moyen d'approche. Le récit s'ouvre sur sur "une petite feuille d'arbre, rien de plus" que le héros reconnaît à sa nervure comme celle d'un chêne, et se clôt sur cette "densité de feuilles et cet "enchevêtrement de branches" où le héros réalise ce rêve qu'il a, plus jeune, voulu et failli accomplir : prendre son envol. L'immersion dans la nature provoque un profond sentiment de plénitude et d'euphorie. 
Citations 
On vivait une époque étrange, marquée par la mort qui planait, omniprésente, au-dessus de leurs maisons. Ensuite viendrait l'époque où ils cesseraient de dire : "Nous sommes prêts à sacrifier nos vies pour le président et pour la patrie!". Ils avaient déjà tout perdu: leur terre, leurs fils et parfois leur vie elle-même. Ceux qui avaient survécu n'avaient plus de quoi manger. ( ch.6 , p. 110-111 ) 
La végétation luxuriante donnait matière à des variations sans fin, passant par des dizaines de teintes de vert, qui à un moment finissaient par foncer vers le noir. Par suite, c'était du bleu qui apparaissait, formant autour de lui de cercles qui ne tardaient pas à virer au bleu clair avant de reverdir une fois la nuit tombée: le vert se muait à son tour en un bleu marine qui, au terme de la transformation, débouchait sur un violet pur. Il passait son doigt entre les feuilles tremblantes et les caressait. ( ch.5 , p. 93-94 ) 
Liens externes 
Extraits des chapitres un et deux 

## Critiques littéraires
- Richard Jacquemont : « La Demeure du vent, de Samar Yazbek : le dormeur du djebel alaouite » - Le Monde (29.01.23)

- Hala Kodmani : « La Demeure au vent : Samar Yazbek, la montagne martyre » - Libération (22.01.23)

- Pierre de Gasquet : La Demeure du vent : l'exil intérieur de Samar Yazbek - Les Échos (14.02.23)

- Rencontre avec Kerenn Elkaim - Maison de la Poésie (18.01.23)

- Entretien avec Mathias Énard- France-Culture "La voix de la Syrie" (22.01.23)

- Interview de l'auteure  par Camille Lucidi. Camille Lucidi (12-05-2023 )

- Interview de l'auteure par A. Séverin « S. Yazbek: "Je n'arrive pas à vivre sans la poésie" » (5.06.23)

- Mahika Dahar Where The Wind Calls Home” by Samar Yazbek (23.10.24)

- Babelio. Le point de vue de lecteurs